# 私立中高美術部合同展覧会
私立中高美術部合同展覧会（しりつちゅうこうびじゅつぶごうどうてんらんかい）とは毎年行われる中学生・高校生による美術展覧会。1986年に第1回を開催。2019年度、2020年度はコロナのため中止。2022年度に第35回を開催。

## 概要
都内の私立中高一貫校美術部が参加する美術展。各校の生徒によって構成される実行委員会により企画・運営がなされる。
油絵に限らず水彩画、CG、立体美術等が展示される。
毎年3月下旬に開催されており、参加校、会場等は開催年によって変更される。

## 参加校(2022年3月現在)
- 海城中学校・高等学校
- 開成中学校・高等学校
- 晃華学園中学校・高等学校（2009脱退・2014年復帰）
- 城北中学校・高等学校
- 女子学院中学校・高等学校
- 白百合学園中学校・高等学校
- 巣鴨中学校・高等学校
- 世田谷学園中学校・高等学校（2014年加入）

## 過去の参加校
- 桜蔭中学校・高等学校
- 豊島岡女子学園中学校・高等学校（2012年脱退）
- 駒場東邦中学校・高等学校（2009年脱退）
- 麻布中学校・高等学校（2008年脱退）
- 武蔵野女子学院中学校・高等学校（同上）
- 帝京大学中学校高等学校
- 早稲田中学校・高等学校
- 山脇学園中学校・高等学校
- 田園調布雙葉中学校・高等学校
- 成城中学校・高等学校